# Weilersbach (Bawaria)
Weilersbach – miejscowość i gmina w Niemczech, w kraju związkowym Bawaria, w rejencji Górna Frankonia, w regionie Oberfranken-West, w powiecie Forchheim, wchodzi w skład wspólnoty administracyjnej Kirchehrenbach. Leży nad rzeką Wiesent, przy drodze B470.
Gmina leży 6 km na północny wschód od centrum Forchheimu, 20 km na północny wschód od Erlangen i 32 km na północ od Norymbergi.

## Dzielnice
W skład gminy wchodzą następujące dzielnice: 
- Oberweilersbach
- Unterweilersbach
- Reifenberg
- Erlesheim
- Oberndorf

## Polityka
Rada gminy składa się z 14 członków:
|      | CSU | Jedność Obywatelska-Wolni Niezrzeszeni Wyborcy | Razem     |
| 2002 | 7   | 7                                              | 14 miejsc |